# Maria de Belém Roseira
Maria de Belém Roseira Martins Coelho Henriques de Pina (ur. 28 lipca 1949 w Porto) – portugalska polityk i prawniczka, posłanka do Zgromadzenia Republiki, minister, od 2011 do 2014 przewodnicząca Partii Socjalistycznej.

## Życiorys
Absolwentka prawa na Uniwersytecie w Coimbrze, kształciła się także w Instytucie Obrony Narodowej. Jako prawniczka od 1973 pracowała w administracji rządowej m.in. w Ministerstwie Pracy i Solidarności. W latach 1984–1985 była szefem gabinetu politycznego ministra zdrowia, od 1986 do 1987 zarządzała publicznym nadawcą telewizyjnym w Makau, po czym pracowała w lizbońskiej administracji regionalnej.
Zaangażowała się w działalność polityczną w ramach Partii Socjalistycznej. Od 1995 do 1999 była ministrem zdrowia, następnie do 2000 ministrem ds. równouprawnienia w rządach, na czele których stał António Guterres. W 1999 została posłanką do Zgromadzenia Republiki, zasiadała w parlamencie do 2015 jako deputowana VIII, IX, X, XI i XII kadencji, zajmując m.in. stanowisko wiceprzewodniczącej klubu poselskiego PS. Kierowała także parlamentarną komisją zdrowia, wywołując publiczne kontrowersje co do konfliktu interesów, gdy w 2006 została jednocześnie konsultantką prywatnego przedsiębiorcy branży medycznej.
W 2011 objęła honorową funkcję przewodniczącej Partii Socjalistycznej, pełniła ją do 2014. Od września do listopada 2014 czasowo wykonywała obowiązki sekretarza generalnego socjalistów.
W 2016 wystartowała w wyborach prezydenckich jako kandydatka niezależna, popierana przez część działaczy Partii Socjalistycznej. W głosowaniu z 24 stycznia 2016 zajęła 4. miejsce wśród 10 kandydatów, otrzymując około 4% głosów.
Odznaczona Krzyżem Wielkim Orderu Chrystusa.